# Nus de pescador doble

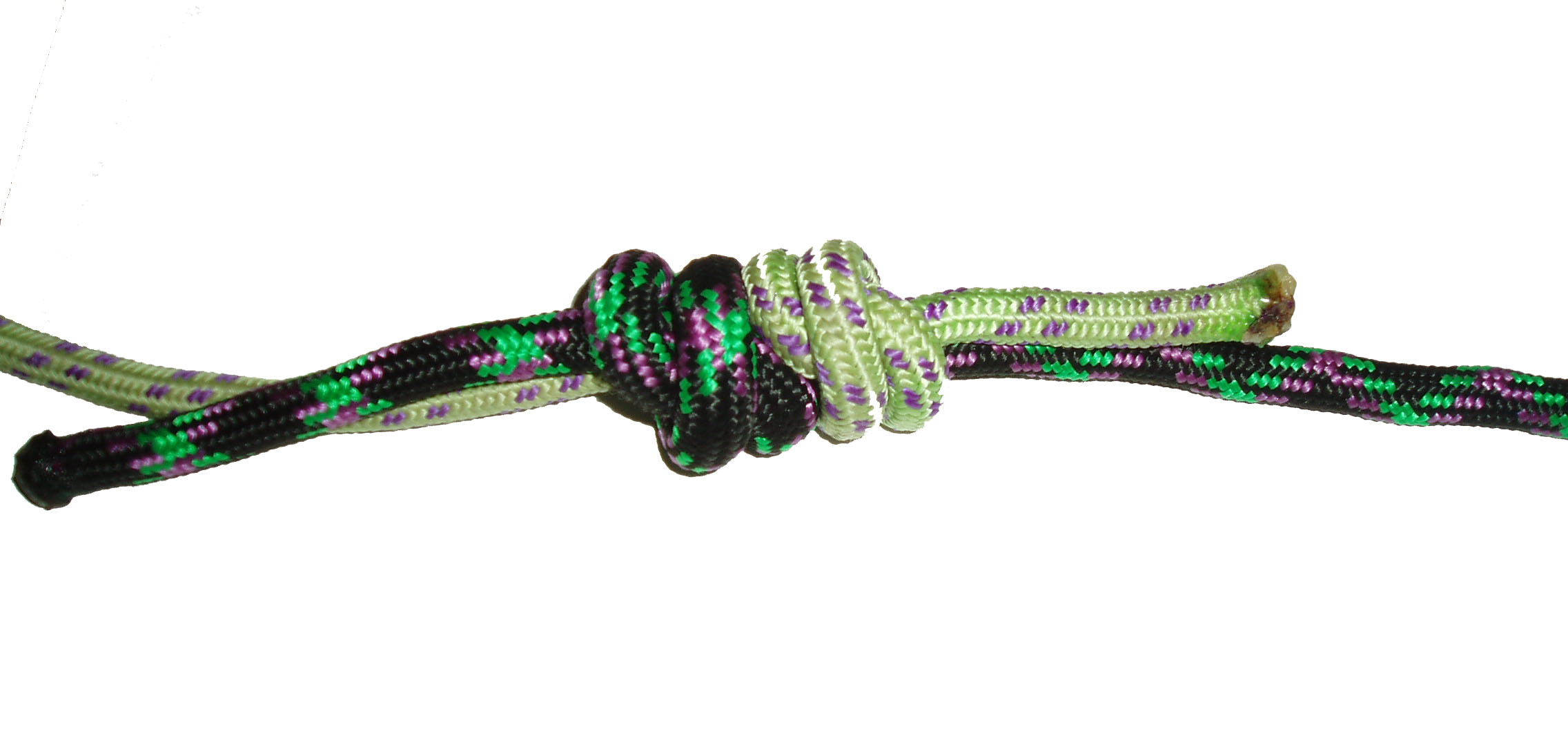
Nus pescador doble

El  nus de pescador doble  és un nus utilitzat per a empalmar dos trossos de corda. Aquest nus i la versió nus de pescador triple són les més utilitzats en escalada, arboricultura, i recerca i rescat. El nus s'obté en fer un doble nus simple, que dona una ballestrinca o nus de pardal, amb cada extrem al voltant de la secció dreta de la part oposada.
S'utilitza en escalada per empalmar cordes d'equip d'escalada o com suport d'un nus crític, tal com un nus de fixació de l'arnès o de línies de ràpel simples. En aquest ús, es lliga l'extrem lliure al voltant de l'extrem fix de la soga, de manera que no pugui lliscar a través del nus. Aquest nus, juntament amb el nus de pescador simple poden ser utilitzats per lligar els dos extrems d'una línia d'un collaret. Els dos nusos simples dobles són armats en forma separada, i d'aquesta manera la longitud del collaret pot ser ajustada sense deslligar o desarmar el collar.
Quan s'utilitzen certes cordes modernes fetes de polietilè a massa molecular altíssima que tenen una lubricitat elevada, la capacitat de travat del nus es degrada i fàcilment es desfà. El problem es resol en utilitzar el nus de pescador triple.

## Lligat

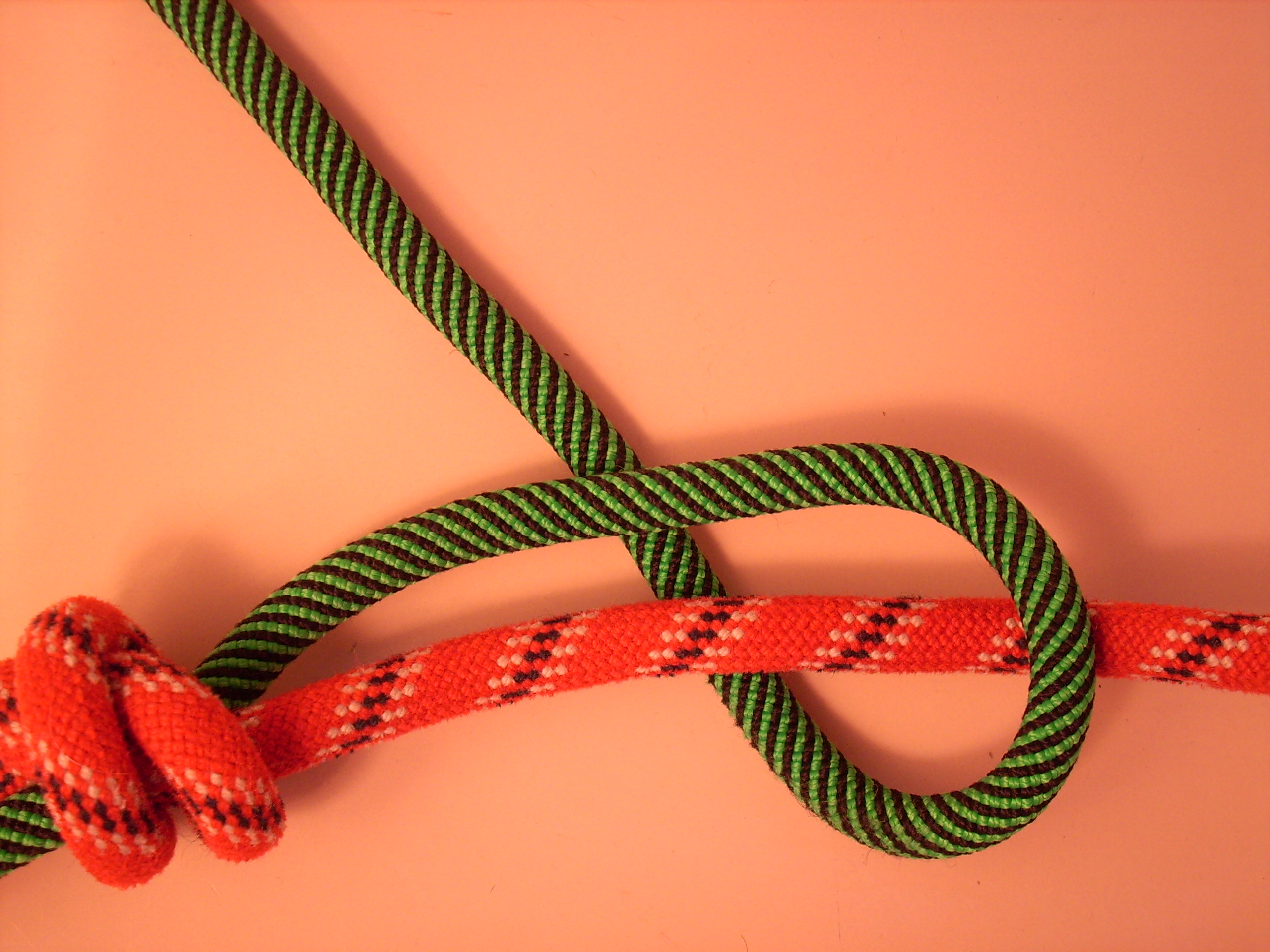
Forma de línia
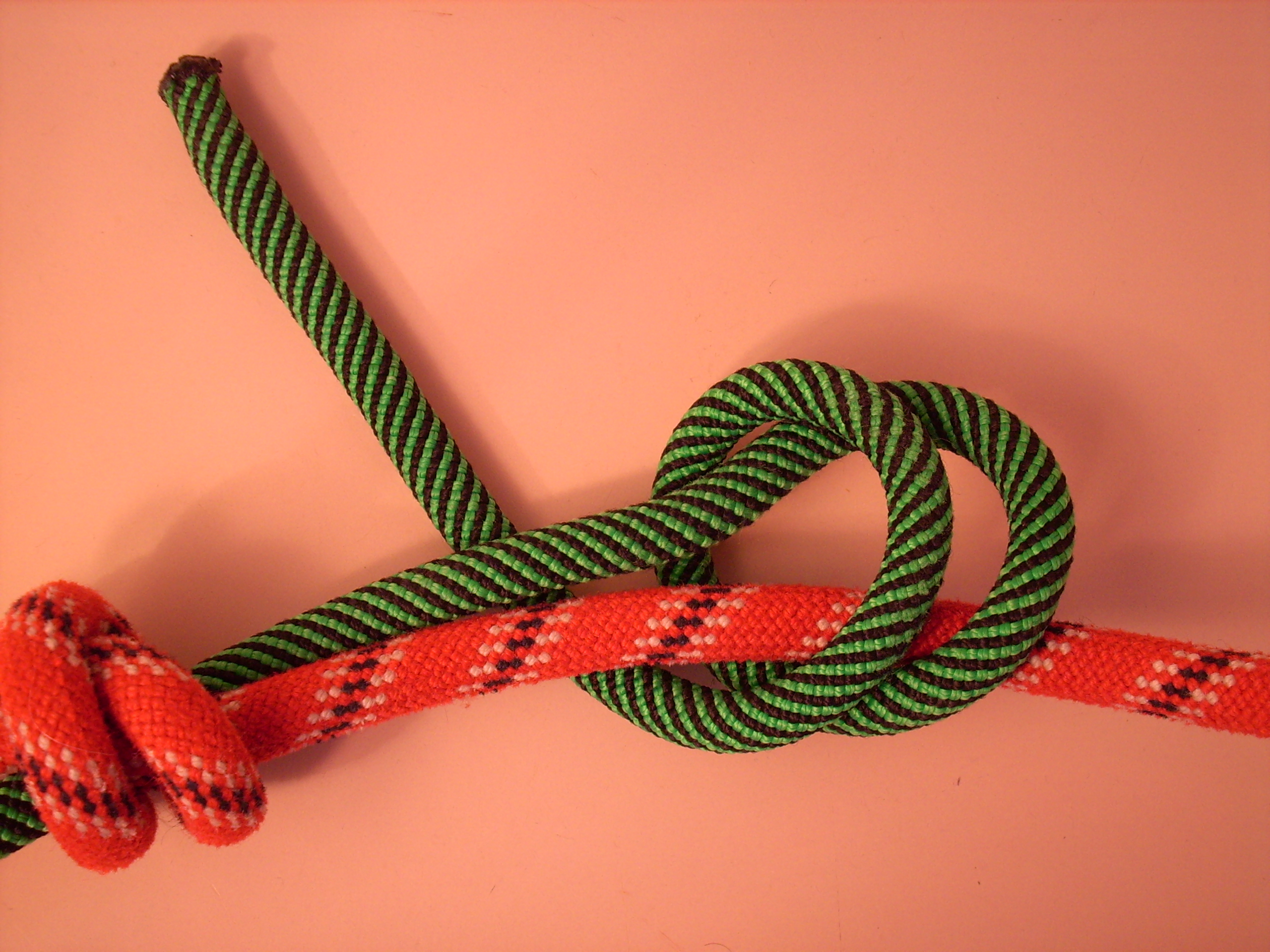
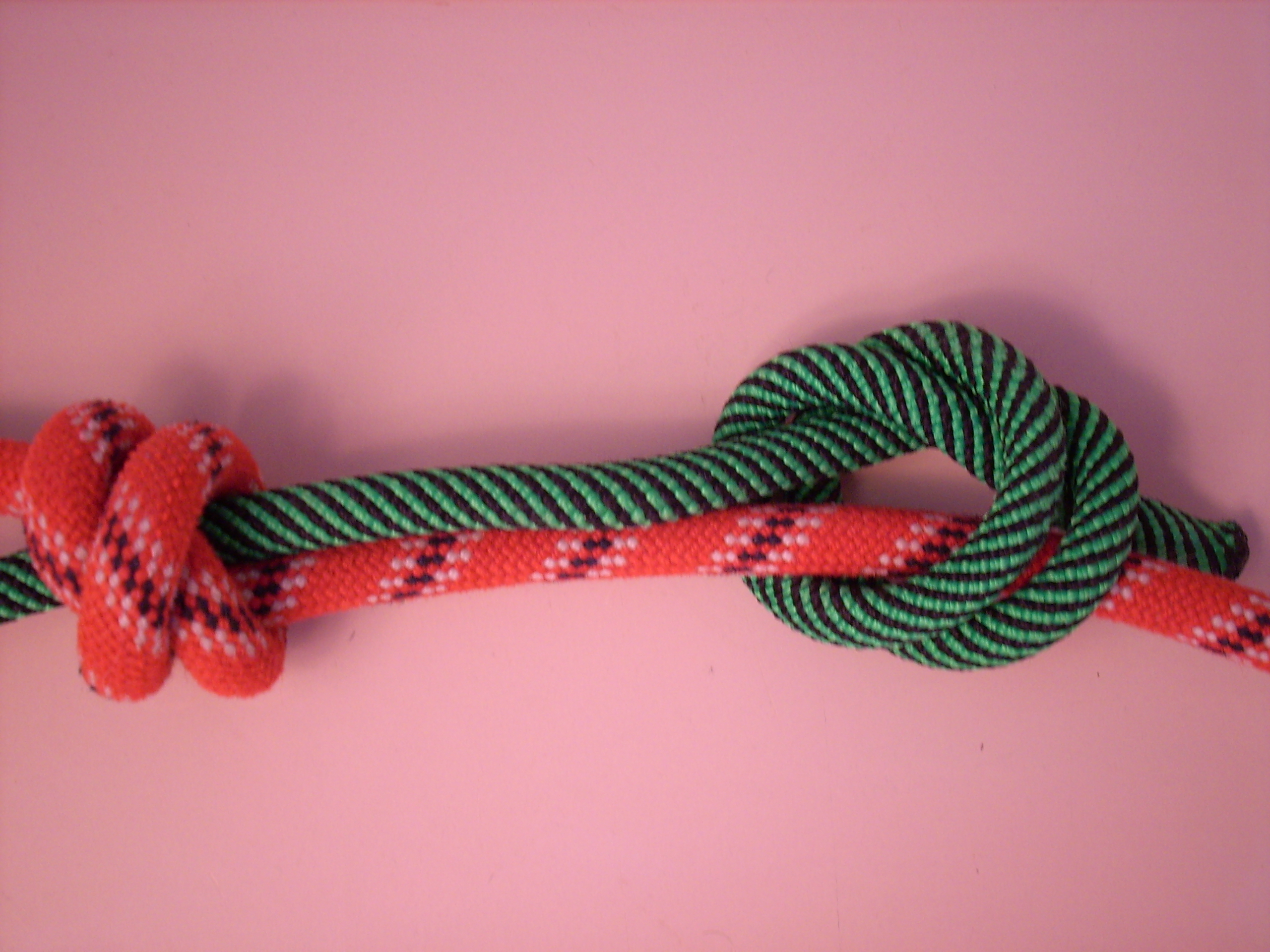
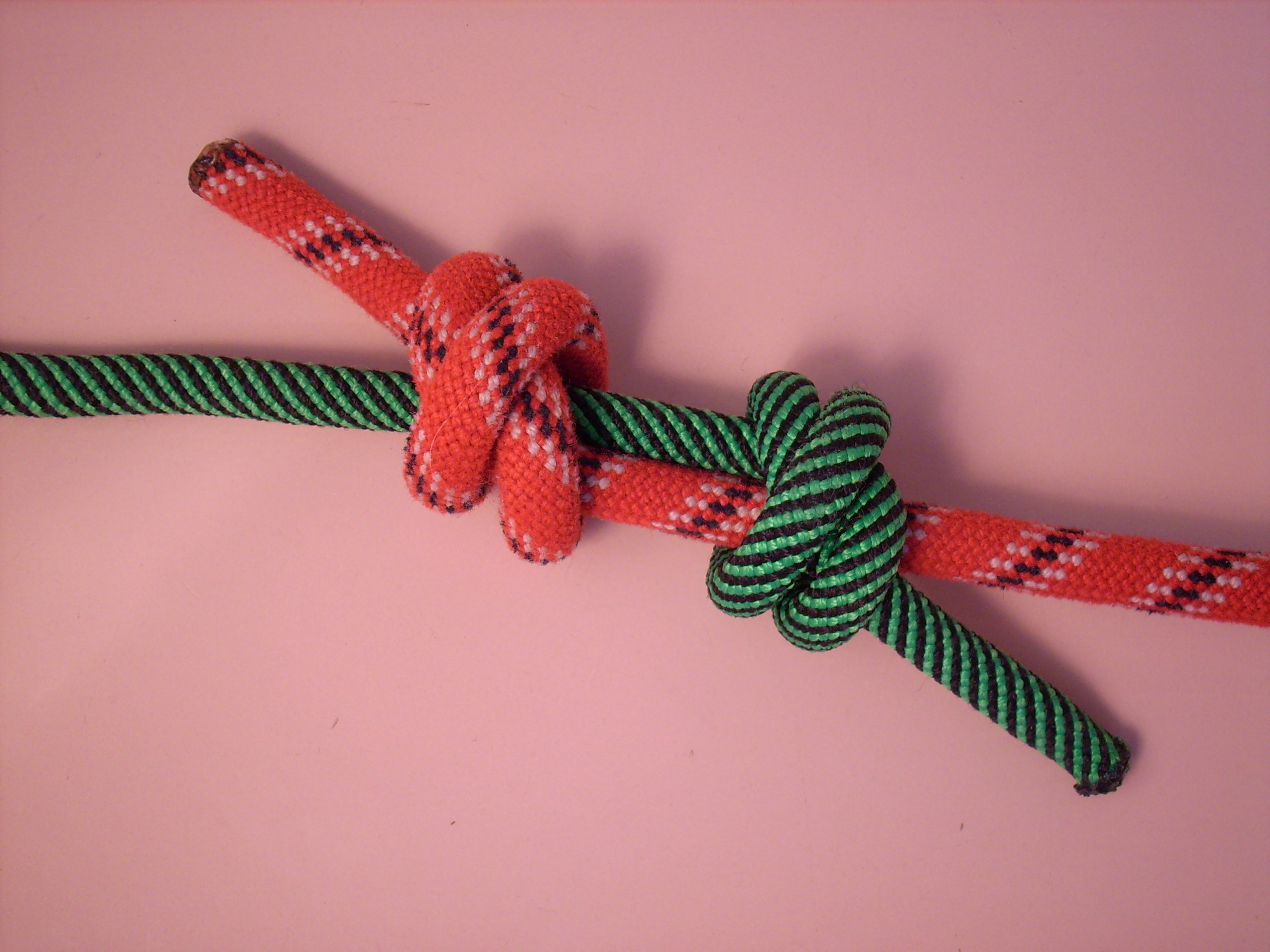
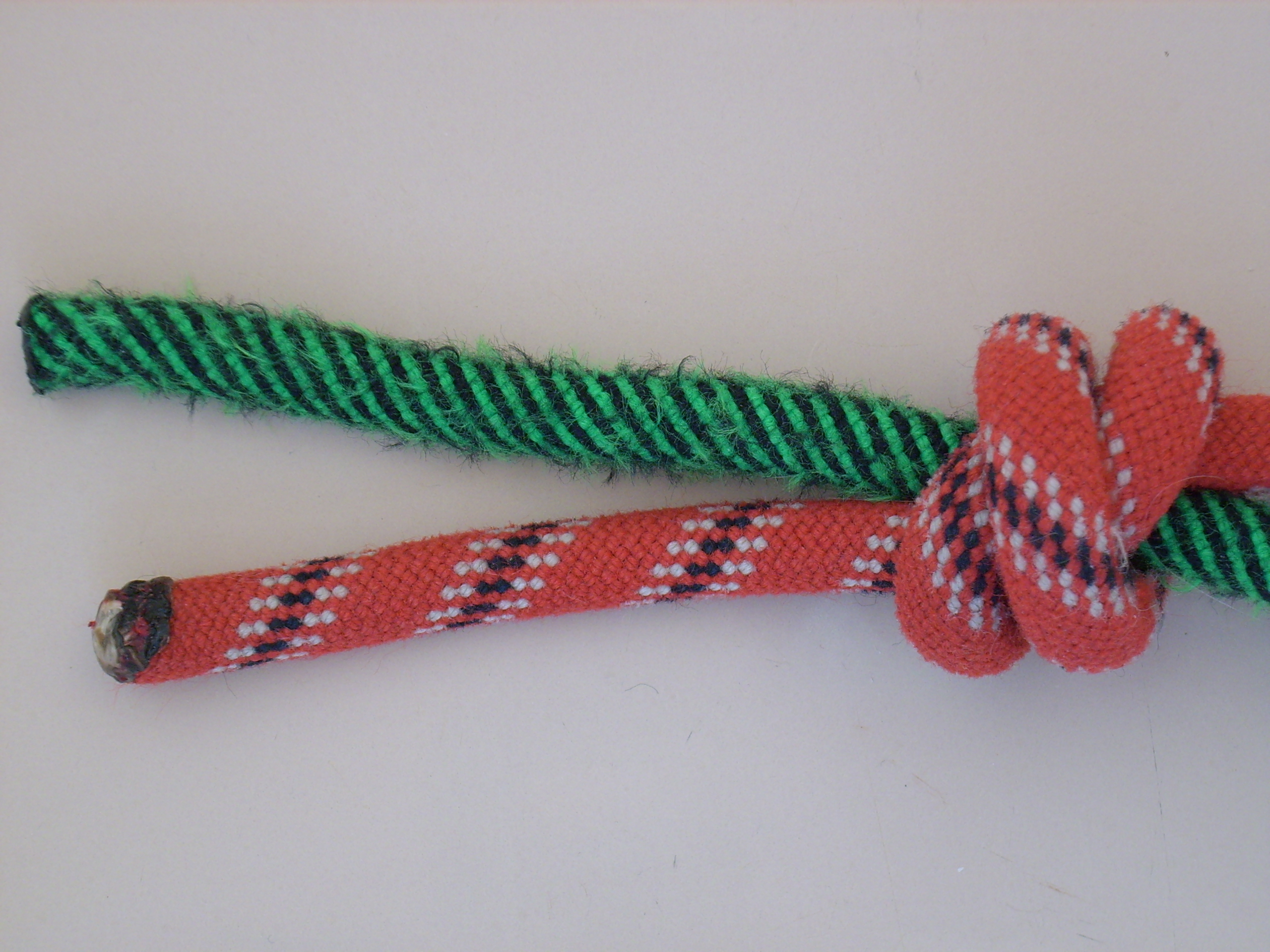
Forma en extrem
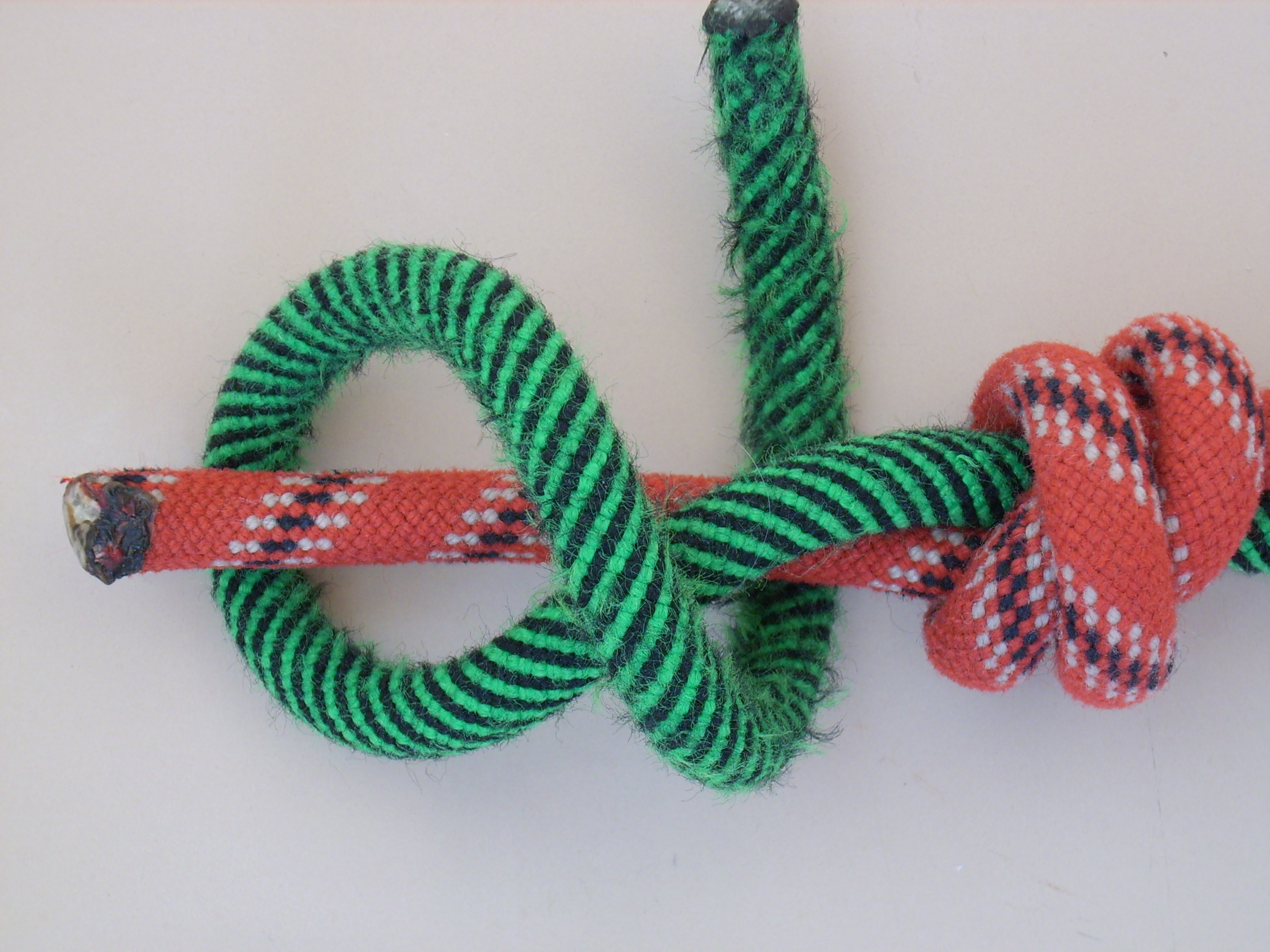
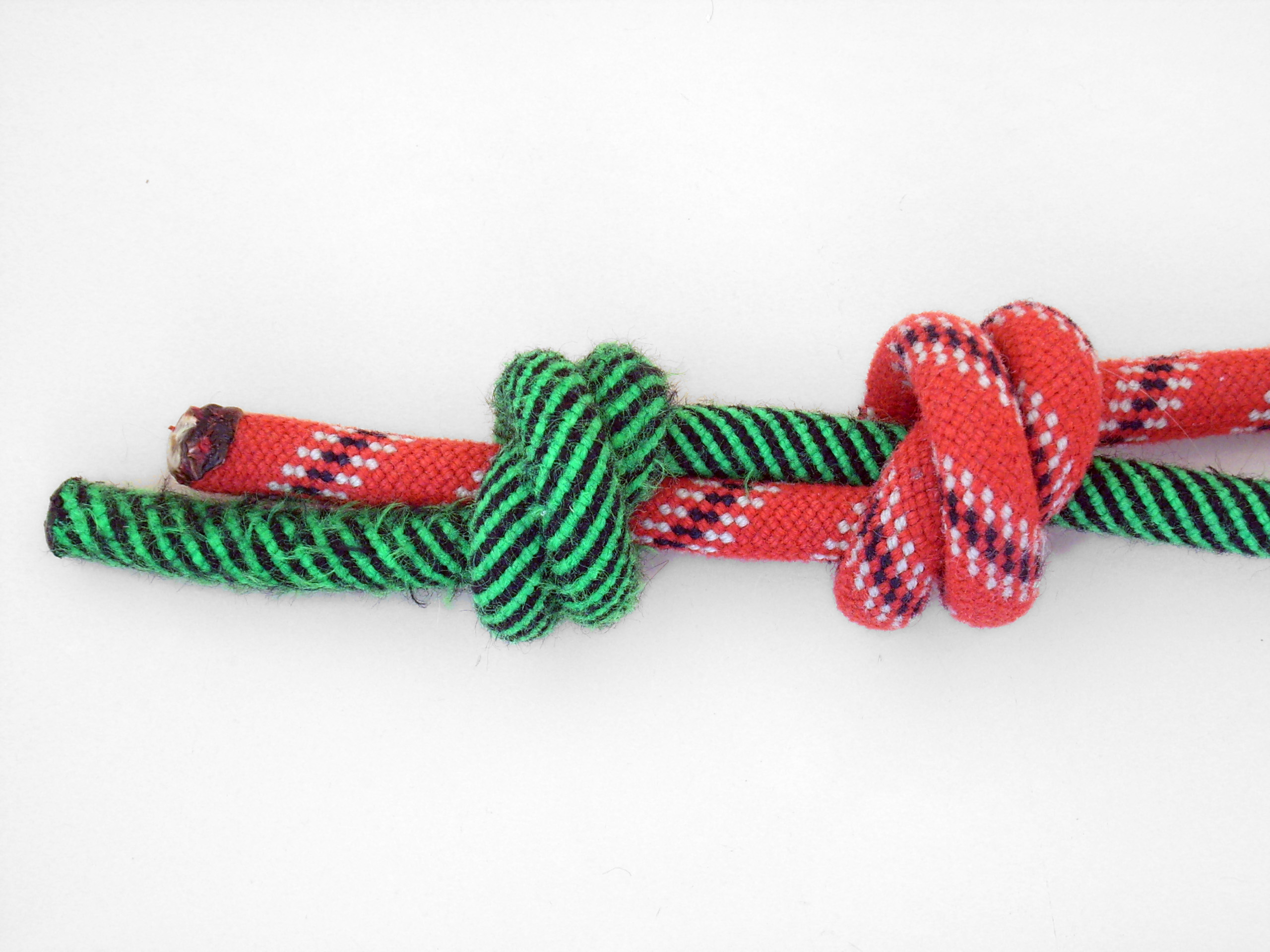
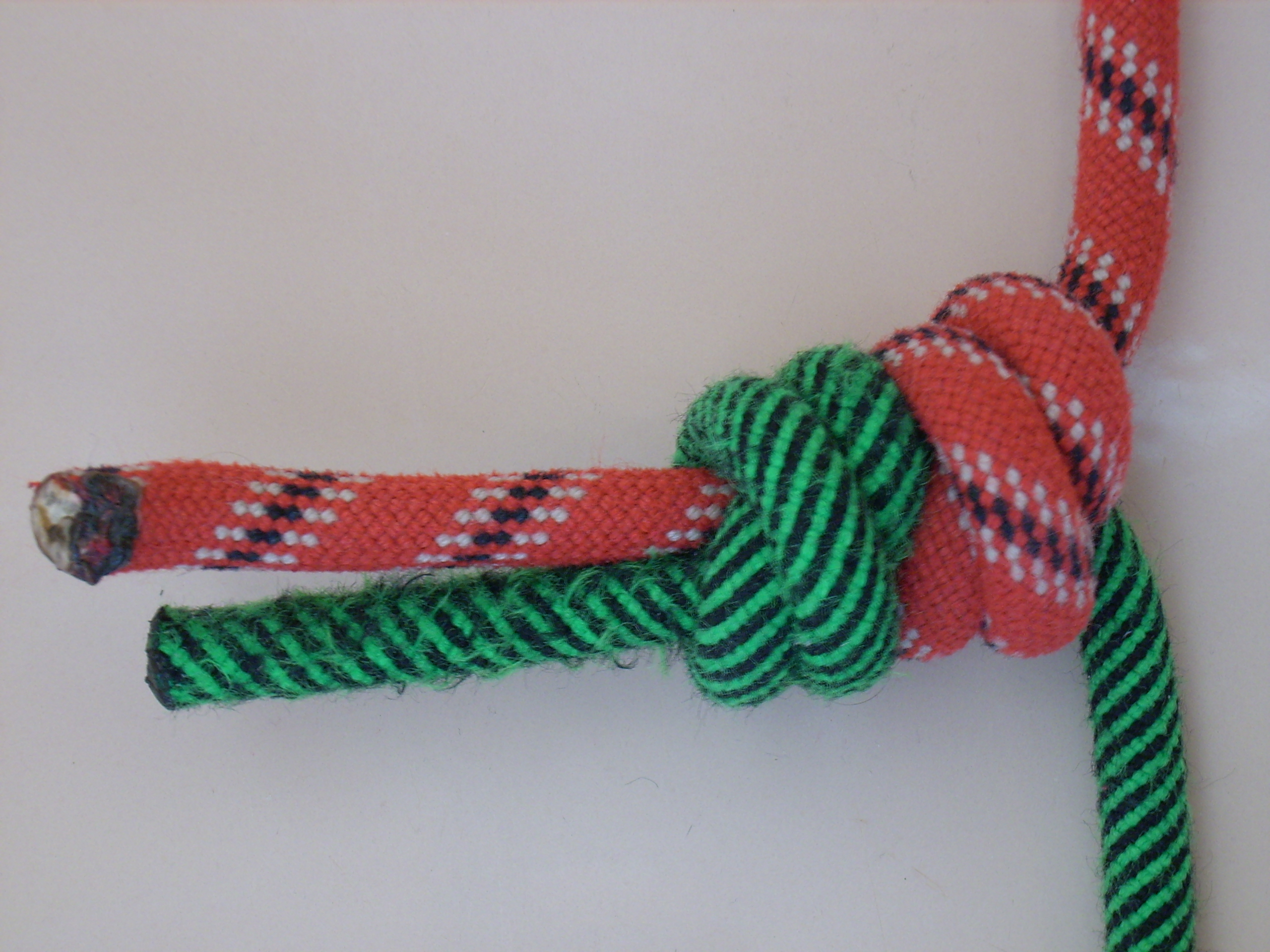